# Трговина
Трговина је процес размене робе и/или услуга. Назив потиче од словенске речи трг. Трговина није једини носилац робног промета, којим се такође баве и сами произвођачи, а донекле и сами потрошачи (потрошачко задругарство). Трговина, као посебна привредна делатност, има задатак да својим посредовањем у промету организује редовну размену између производње и потрошње. Својом активношћу она треба да обезбеди понуду робе и услуга у количинама и асортиману које тржиште тражи, у време када се тражи и по ценама и другим условима које су купци спремни да прихвате.
Крајем 19. и почетком 20. века у литератури су егзистирала два појма трговине. Први појам се везује за енглеске и француске економисте који су полазили од социјално-економских функција трговине, а други за немачку комерцијално-правну школу коју су привлачили правни односно приватно-економски елементи (куповина и продаја робе у циљу постизања добити).
У једном модерном погледу, трговина постоји због специјализације и поделе рада, преовлађујућег облика економске активности у којој се појединци и групе концентришу на мали аспект производње, али користе свој производ у трговини за друге производе и потребе. Трговина постоји између региона, јер различити региони могу имати компаративну предност (опажену или стварну) у производњи неке робе којом се може трговати—укључујући производњу природних ресурса оскудних или ограничених на другим местима. На пример: различите величине региона могу подстаћи масовну производњу. У таквим околностима, трговина по тржишним ценама између локација може имати користи за обе локације. Различити типови трговаца могу се специјализовати за трговину различитим врстама робе; на пример, трговина зачинима и трговина житарицама су историјски биле важне у развоју глобалне међународне економије.
Трговина на мало се састоји од продаје робе или добара са веома фиксне локације (као што је робна кућа, бутик или киоск), на мрежи или поштом, у малим или појединачним партијама за директну потрошњу или употребу од стране купца. Трговина на велико је промет робе која се продаје као роба трговцима на мало, или индустријским, комерцијалним, институционалним или другим професионалним пословним корисницима, или другим велетрговцима и сродним подређеним услугама.
Историјски гледано, отвореност за слободну трговину се значајно повећала у неким областима од 1815. до избијања Првог светског рата 1914. Отвореност трговине је поново порасла током 1920-их, али је пропала (посебно у Европи и Северној Америци) током Велике депресије 1930-их. Отвореност трговине је поново значајно порасла од 1950-их па надаље (иако уз успоравање током нафтне кризе 1970-их). Економисти и економски историчари тврде да је тренутни ниво отворености трговине највиши до сада.

## Историја
Верује се да се трговина одвијала током већег дела људске историје. Постоје докази о трампи опсидијана (вулканског стакла) и кремена у каменом добу. Материјалима коришћеним за прављење накита трговало се у Египту још 3000. године п. н. е. Дуге трговачке руте појавиле су се у трећем миленијуму п. н. е, када су Сумери у Месопотамији трговали са Харапан цивилизацијама. Феничани су били чувени поморски трговци, који су путовали широм Медитерана, као и на север чак до Британије у потрази за изворима калаја за производњу бронзе. У ту сврху они су основали трговачке колоније које су Грци називали емпорије.
Од настанка грчке цивилизације па све до пада Римског царства у 5. веку, уносна трговина је доносила вредне зачине у Европу са далеког истока, укључујући и Кину. Римска трговина омогућила је царству да се развије и траје. Такође пространо царство створило је стабилну и сигурну транспортну мрежу која је омогућила превоз робе без превеликог страха од пирата.
Пад Римског царства, и наступајуће мрачно доба донели су несигурност у западну Европу и скори колапс трговачке мреже. Па ипак некаква трговина се ипак одвијала. Па тако, Редханити, средњовековни еснаф или група (тачно значење речи није познато) јеврејских трговаца трговала је између хришћана из Европе и муслимана са Блиског истока. Од 8. до 11. века, Викинзи су трговали на својим путовањима од Скандинавије до западне Европе. Ханзеатска лига је била савез трговачких градова који је држао монопол на већим делом северне Европе и Балтика, од 11. до 17. века.
Васко да Гама поново је покренуо европску трговину зачинима 1498. године. Пре него што је он опловио Африку, прилив зачина у Европу контролисале су исламске силе, нарочито Египат. Трговина зачинима била је од пресудног економског значаја и представљала је подстицај за Доба истраживања. Зачини донесени у Европу из далеких земаља били су једна од највреднијих роба.
У 16. веку Холандија је била центар слободне трговине, не намећући некаква ограничења размени и заговарајући слободан проток роба.
Трговином у Источним Индијама у 16. веку доминирао је Португал, у 17. веку Холандија, а у 18. веку Британија.
Адам Смит објавио је 1776. године рад An Inquiry into the Nature and Causes of the Wealth of Nations у ком је критиковао Меркантилизам, и сматрао да економска специјализација може користити народима колико и компанијама.
С обзиром да је подела рада била ограничена величином тржишта, сматрао је да државе са приступом већем тржишту могу боље извршити поделу рада и тако постати продуктивније.
Такође рационализовање контроле увоза и извоза називао је наивношћу, која штети трговачкој држави на рачун појединих индустрија.
Холандска источноиндијска компанија, некада највећа светска компанија, банкротирала је 1799. године, делом и због нарастајуће конкурентске слободне трговине.
Давид Рикардо, Џејмс Мил и Роберт Торенс, показали су 1817. године може користити слабим колико и индустријски јаким државама, у чувеној теорији компаративних предности.
Џон Стјуарт Мил доказао је да држава са монополом у одређивању цена на међународном тржишту може манипулисати условима трговања кроз увођење тарифа, а да одговор на ово може бити реципроцитет у трговинској политици.
Рикардо и други су ово сугерисали и раније. И то је узето као доказ против универзалне доктрине о слободној трговини, јер је веровано да ће већи део економског вишка у трговини припасти држави која следи реципрочну', него политику слободне трговине.
Ово је, након неколико година, пратио сценарио о младим индустријама који је развио Мил у својој Новој теорији трговине залажући се за теорију по којој влада има обавезу да штити младе индустрије, мада само у кратком временском периоду који им је потребан да се развију до пуног капацитета. Ово је постала званична политика у многим државама које су покушавале да се индустријализују и надмаше енглеске извознике.
Велика депресија представљала је велику економску рецесију, која је трајала од 1929. године па до краја 1930-их. Током овог периода дошло је до великог пада у трговини и другим економским индикаторима.
Изостанак слободне трговине сматран је за главни узрок депресије. Тек током Другог светског рата рецесија се завршила у САД. Такође током рата, 1944. године, 44 државе потписале су Бретонвудски споразум, намењен смањењу националних трговинских баријера, како би се избегла депресија. Споразум је поставио правила и институције у циљу регулисања међународне политичке економије: Међународни Монетарни Фонд и Међународну Банку за Обнову и Развој (касније подељену на Светску Банку и Банку за Међународна Поравњања). Институције су са радом почеле 1946. године након што је довољан број држава ратификовао споразум. А 1947. године, 23 државе потписале су Општи споразум о тарифама и трговини у циљу промовисања слободне трговине.
Слободна трговина развила се још више крајем 20. века и почетком 2000-тих:
- 1992. Европска унија подигла је забрану на унутрашњи слободан проток робе и радне снаге.
- НАФТА је кренула са радом 1. јануара 1994.
- 1994 ГАТТ-ов Споразум из Маракеша поставио је оквире за стварање СТО -а.
- 1. јануара 1995. основана је СТО у циљу олакшања слободне трговине, заговарајући обострани статус најповлашћеније нације међу свим потписницама.
- 2005. године, потписан је Централно Амерички Споразум о слободној трговини; који је укључивао САД и Доминиканску Републику

### Развој новца
Први примери новца били су предмети који су имали сопствену вредност. Ово се назива робни новац и укључује било коју опште распрострањену робу са сопственом вредности. Историјски примери укључују свиње, ретке морске шкољке, китове зубе, и стоку. У средњовековном Ираку, хлеб је коришћен као рани облик новца, а у Мексику под Монтезумином влашћу зрна какаоа су коришћена као новац.
Валута је уведена као стандардизовани новац како би се олакшала већа размена роба и услуга. Овај први стадијум развоја новца, где су метали су употребљавани за представљање ускладиштене вредности, а симболи за представљање роба, чинио је основу трговине у Плодном полумесецу преко 1500 година.
Нумизматичари имају примере новчића из најранијих цивилизација, иако су то у почетку били необележени грумени вредних метала.
Древна Спарта је ковала новац од гвожђа како би одвратила своје грађане од међународне трговине.
Систем робног новца у многим случајевима развио се у систем репрезентативног новца. У овом систему материјал од ког је направљен има веома малу сопствену вредност, али постиже значајну тржишну вредност кроз реткост или контролисану набавку.

## Међународна трговина
Међународна трговина представља размену робе и услуга преко државних граница. У већини земаља чини значајан део БДП-а. Иако је међународна трговина била присутна током историје, њен економски, социјални и политички значај се повећао у задњих неколико векова, углавном због индустријализације, развоја транспорта, глобализације и мултинационалних корпорација. У ствари, растућа међународна трговина је оно што се углавном подразумева под појмом глобализација.
Емпиријски докази о успеху трговине могу се видети у контрасту између држава као Јужна Кореја, која је прихватила политику извозно оријентисане индустријализације, и Индије, која је историјски имала затворенију политику (иако је од 2005. године почела да се отвара). Јужна Кореја је, према економским стандардима, прошла много боље од Индије у задњих 50 година, мада је њен успех делом резултат ефективних државних институција.
Трговинске санкције против појединих држава могу се увести, како би се та држава казнила због неког потеза. Ембарго, оштрији облик наметнуте изолације, је блокада целокупне трговине једне државе од стране друге. Нпр, амерички ембарго против Куби траје већ 40 година.
Премда углавном има мало трговинских рестрикција међу државама, међународна трговина је обично регулисана владиним квотама, и често опорезована тарифама. Тарифе се обично уводе на увозну робу, али државе могу применити и извозне тарифе или субвенције. Све ове мере се називају трговачким баријерама.
Покрет слободне трговине, промовише употребу радних, еколошких и социјалних стандарда у производњи роба, нарочито оних које се извозе из земаља трећег и другог света у земље првог света.
Увозне компаније се могу добровољно придржавати стандарда или им они могу бити наметнути од стране државе кроз комбинацију радног и трговинског закона.

## Организација
Обрасци организације и администрирања трговине укључују:
- Државну контролу - трговина централно контролисана државним планом.
  - Законе који регулишу трговину као што су закон о трговини, тарифе, подршка интелектуалној својини.
- Еснафска контрола - трговина контролисана од стране приватних пословних асоцијација које имају или de facto или с државном дозволом право да искључе улазак нових учесника.
  - У данашње време, у многим државама особа се не може бавити инжењерством, правом, медицином, радити у образовању или полицији уколико нема диплому факултета или одговарајућу лиценцу.
- Слободну иницијативу - трговина без значајније државне контроле; учесници на тржишту се укључују у трговину на основу сопствене процене ризика и добити, и могу ући или напустити тржиште релативно неометано.
- Инфраструктуру - као подршку трговини као што су банкарство и берза.
- Технологију - као подршку трговини као што су електронска трговина и аутомати.

### Међународне организације
- Европска заједница
- ГАТТ = Општи споразум о тарифама и трговини
- Г8
- ММФ = Међународни Монетарни Фонд
- ОПЕК = Организација земаља извозница нафте

#### Слободне царинске зоне
- Организације слободне трговине или слободне царинске зоне
  - Европска асоцијација слободне трговине
  - Слободне царинске зоне Америка
  - NAFTA = Споразум о Слободној Трговини у Северној Америци
  - Јужно Америчка Заједница Држава

#### United Nations umbrella
- УНКТП = Конференција Уједињених нација о трговини и развоју
- СТО = Светска Трговинска Организација